# جورج سمبران
جورج سمبران مورا (بالإسبانية: Jorge Semprún) ولد في 10 ديسمبر 1923 بمدريد في إسبانيا وتوفى في 7 يونيو 2011 بباريس في فرنسا. وهو كاتب، وكاتب سيناريو وسياسي إسباني. حصل على جائزة فيمينا الأدبية عام 1969.

## روابط خارجية
- جورج سمبران على موقع IMDb (الإنجليزية)
- جورج سمبران على موقع مونزينجر (الألمانية)
- جورج سمبران على موقع ألو سيني (الفرنسية)
- جورج سمبران على موقع ميوزك برينز (الإنجليزية)
- جورج سمبران على موقع أول موفي (الإنجليزية)
- جورج سمبران على موقع قاعدة بيانات الأفلام السويدية (السويدية)
- جورج سمبران على موقع إن إن دي بي (الإنجليزية)
- جورج سمبران على موقع ديسكوغز (الإنجليزية)
- جورج سمبران على موقع قاعدة بيانات الفيلم (الإنجليزية)
- جورج سمبران على موقع كينوبويسك (الروسية)